# 前田健介
前田 健介（まえだ けんすけ、1975年10月26日 - ）は、日本の元ラグビー選手。元九州代表。